# Lijst van ministers van Financiën van Curaçao
De minister van Financiën van Curaçao is lid van de ministerraad van Curaçao. Het ambt bestaat sinds 10 oktober 2010 toen het eilandgebied Curaçao, na de opheffing van de Nederlandse Antillen, een land werd binnen het Koninkrijk der Nederlanden.
| N.º | Naam               | Kabinet              | Periode                   | Partij                  | Bijzonderheden                            |
| --- | ------------------ | -------------------- | ------------------------- | ----------------------- | ----------------------------------------- |
| 1   | George Jamaloodin  | Schotte              | 10-10-2010 t/m 29-09-2012 | Movementu Futuro Kòrsou |                                           |
| 2   | José Jardim        | Betrian (interim)    | 29-09-2012 t/m 31-12-2012 |                         |                                           |
| 2   | José Jardim        | Hodge (zakenkabinet) | 31-12-2012 t/m 07-06-2013 |                         |                                           |
| 2   | José Jardim        | Asjes                | 07-06-2013 t/m 31-08-2015 | onafhankelijk           | naar voren geschoven door Groep-Sulvaran  |
| 2   | José Jardim        | Whiteman I           | 31-08-2015 t/m 30-11-2015 | onafhankelijk           | naar voren geschoven door Groep-Sulvaran  |
| 2   | José Jardim        | Whiteman II          | 30-11-2015 t/m 23-12-2016 | onafhankelijk           | naar voren geschoven door Groep-Sulvaran  |
| 3   | Kenneth Gijsbertha | Koeiman              | 23-12-2016 t/m 24-03-2017 | Partido MAN             |                                           |
| 4   | Lourdes Alberto    | Pisas I (interim)    | 24-03-2017 t/m 29-05-2017 | onafhankelijk           | voorgedragen door statenlid Edouard Braam |
| (3) | Kenneth Gijsbertha | Rhuggenaath          | 29-05-2017 t/m 10-06-2021 | Partido MAN             |                                           |
| 5   | Javier Silvania    | Pisas II             | 10-06-2021 t/m heden      | MFK                     |                                           |